# 黑龍江龍 (Heilongjiangosaurus)
黑龍江龍（學名："Heilongjiangosaurus"）意為「黑龍江省蜥蜴」，是個尚未正式敘述的鴨嘴龍科，生存於白堊紀晚期馬斯垂克階，目前的狀態為無資格名稱。黑龍江龍可能屬於賴氏龍亞科，或可能是卡戎龍，或與1983年命名的滿洲龍有關,。模式種是嘉蔭黑龍江龍（"H. jiayinensis"）是在2001年命名。

## 外部連結
- Additional Dinosaur Mailing List commentary. （页面存档备份，存于）